# ÖBB-InterCity
ÖBB-InterCity (kurz O-IC; in Fahrplanmedien auch ÖBB-IC oder OIC) war eine auf dem InterCity basierende Zuggattung der Österreichischen Bundesbahnen (ÖBB). Sie verkehrte seit 2003 auf der Westbahn und seit Dezember 2004 auch auf der Südbahn. Mit dem Fahrplanwechsel 2013/14 wurde diese Zuggattung eingestellt und durch den InterCity (IC) ersetzt.

## Wagenmaterial

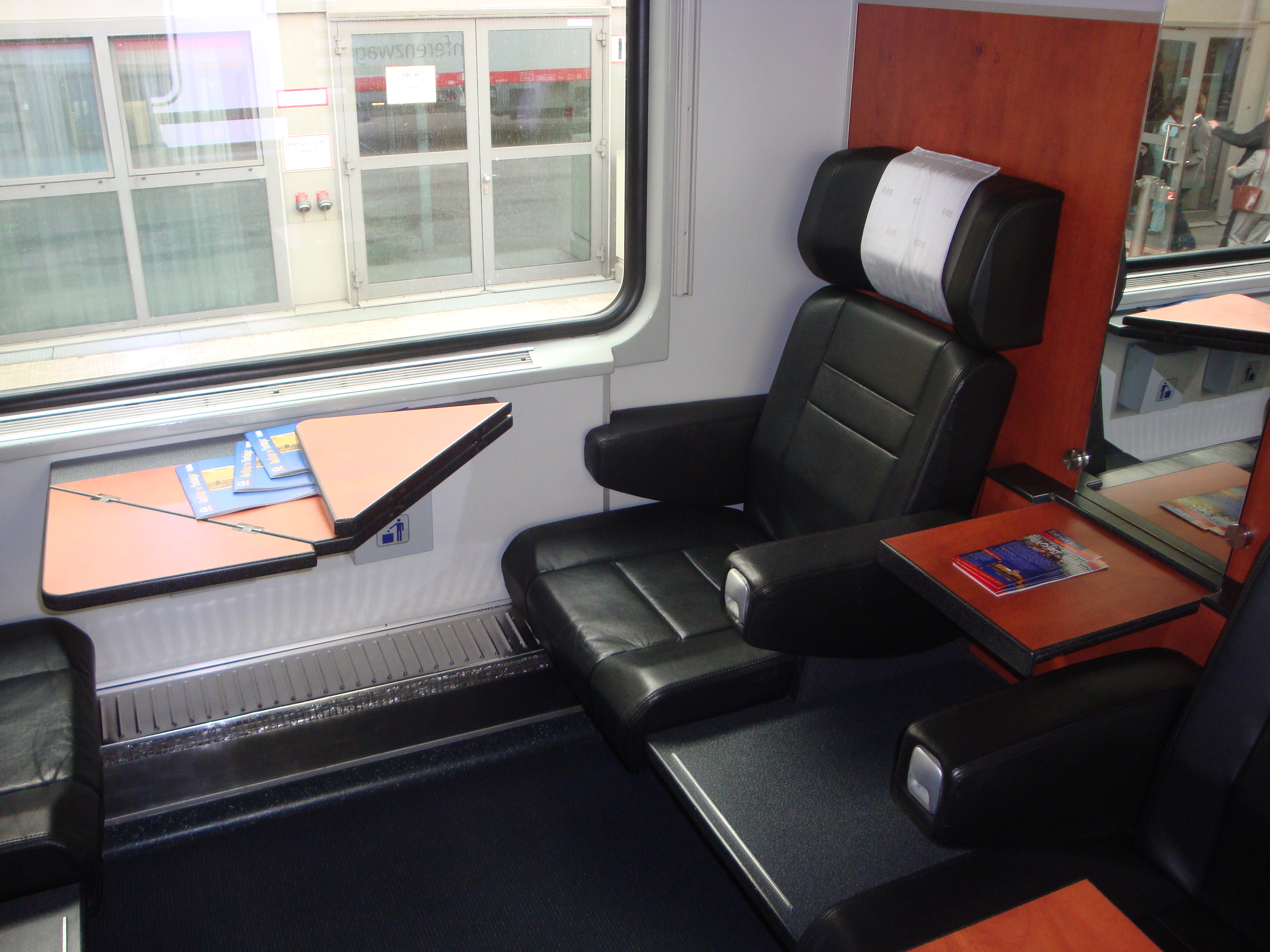
1. Klasse-Businessabteil in einem Upgradewagen

Wie auch die ÖBB-EuroCity (kurz ÖBB-EC) bestanden die ÖBB-IC aus modernisierten Großraum- und Abteilwagen 1. und 2. Klasse. Einige Abteile mit vier Plätzen und zusätzlichen Ablagen wurden unter dem Titel ÖBB Business mit einem Zuschlag und zusätzlichen Serviceleistungen verkauft. Wie in den herkömmlichen IC-Zügen wurde bis Dezember 2011 auch in den ÖBB-IC-Zügen nur ein Bordservice angeboten. Mit der Umwandlung der im Inland verkehrenden ÖBB-EC in ÖBB-IC gab es seit Dezember 2011 auch einige ÖBB-IC mit Speisewagen.

## Streckennetz
Westbahn
Die ÖBB-IC auf der Westbahn verkehrten zwischen Wien Westbahnhof und Salzburg Hauptbahnhof und hielten dazwischen planmäßig in Wien Hütteldorf, Tullnerfeld, St. Pölten, Amstetten, St. Valentin, Linz Hbf, Wels Hbf, Attnang-Puchheim und Vöcklabruck.
Mehrere Zugleistungen verkehrten zudem über Salzburg Hbf hinaus. Sie waren im IC-Taktfahrplan eingegliedert und hatten dieselben Fahrzeiten und Verkehrshalte. Lediglich bei einem Zugpaar war aus betrieblichen Gründen ein beschleunigter Zuglauf mit Zwischenhalt nur in Linz Hbf erforderlich.
Südbahn
Auf der Südbahn verkehrten die ÖBB-IC zwischen dem Bahnhof Wien Meidling und Graz Hauptbahnhof mit Zwischenhalten in Wiener Neustadt Hauptbahnhof, Mürzzuschlag, Kapfenberg und Bruck an der Mur. Hier verkehrten die Züge mit denselben Fahrzeiten und Verkehrshalten wie die EC.
Die ÖBB-IC der Linie von Wien Meidling nach Villach Hbf fuhren zwischen Wiener Neustadt und Bruck an der Mur ohne Halt. Die weiteren Zwischenhalte waren Leoben Hbf, Knittelfeld, Judenburg, Unzmarkt, Friesach oder Treibach-Althofen, St. Veit an der Glan und Klagenfurt Hauptbahnhof, bei manchen Zügen auch Velden am Wörther See. Zwei Zugleistungen verkehrten über Villach Hbf hinaus bis Lienz.

### Zugläufe im Fahrplan 2013
| Zugnummer | Zugname                          | Zuglauf |
| --------- | -------------------------------- | --- |
| OIC 512   | –                                | Graz Hbf (07:37) – Salzburg Hbf (11:44)                                                                        |
| OIC 513   | –                                | Salzburg Hbf (08:15) – Graz Hbf (12:23)                                                                        |
| OIC 514   | –                                | Graz Hbf (09:37) – Innsbruck Hbf (15:47)                                                                       |
| OIC 515   | –                                | Innsbruck Hbf (08:24) – Graz Hbf (14:23)                                                                       |
| OIC 518   | –                                | Graz Hbf (13:37) – Innsbruck Hbf (19:36)                                                                       |
| OIC 519   | –                                | Innsbruck Hbf (12:13) – Graz Hbf (18:23)                                                                       |
| OIC 530   | –                                | Lienz (15:50) – Wien Matzleinsdorf (Autoreisezuganlage) (21:40)                                                |
| OIC 531   | Sonnenstadt Lienz                | Wien Matzleinsdorf (Autoreisezuganlage) (08:21) – Lienz (14:06)                                                |
| OIC 540   | easybank                         | Wien Westbf (05:56) – Salzburg Hbf (08:48)                                                                     |
| OIC 541   | AMA Gütesiegel                   | Salzburg Hbf (06:12) – Wien Westbf (09:00)                                                                     |
| OIC 542   | –                                | Wien Westbf (06:56) – Innsbruck Hbf (13:47)                                                                    |
| OIC 543   | KinderHotels                     | Salzburg Hbf (07:12) – Wien Westbf (10:00)                                                                     |
| OIC 545   | –                                | (REX 1501 Saalfelden -) Salzburg Hbf (08:12) – Wien Westbf (11:00)                                             |
| OIC 548   | Erlebnisregion Tennengau         | Wien Westbf (10:56) – Salzburg Hbf (13:48)                                                                     |
| OIC 590   | Urlaub am Bauernhof              | Salzburg Hbf (06:12) – Klagenfurt Hbf (09:12)                                                                  |
| OIC 591   | –                                | Villach Hbf (15:16) – Salzburg Hbf (17:48)                                                                     |
| OIC 592   | –                                | Salzburg Hbf (08:12) – Klagenfurt Hbf (11:12)                                                                  |
| OIC 593   | –                                | Klagenfurt Hbf (18:45) – Salzburg Hbf (21:48)                                                                  |
| OIC 610   | –                                | Graz Hbf (15:37) – Salzburg Hbf (19:44)                                                                        |
| OIC 611   | –                                | Salzburg Hbf (16:15) – Graz Hbf (20:23)                                                                        |
| OIC 641   | Styriarte Graz                   | Salzburg Hbf (12:12) – Wien Westbf (15:00)                                                                     |
| OIC 642   | Johannes Kepler Universität Linz | Wien Westbf (12:56) – Salzburg Hbf (15:48)                                                                     |
| OIC 643   | –                                | Salzburg Hbf (14:12) – Wien Westbf (17:00)                                                                     |
| OIC 646   | Alpendorf Bergbahnen             | Wien Westbf (16:56) – Salzburg Hbf (19:48)                                                                     |
| OIC 648   | –                                | Wien Westbf (17:56) – Salzburg Hbf (20:48)                                                                     |
| OIC 649   | Hotel Ibis                       | Innsbruck Hbf (14:13) – Wien Westbf (21:00)                                                                    |
| OIC 690   | –                                | Wien Westbf (08:56) – Salzburg Hbf (11:48 / 12:12) – Villach Hbf (14:43)                                       |
| OIC 691   | Bildungsmessen.at                | Klagenfurt Hbf (12:45) – Salzburg Hbf (15:48 / 16:12) – Wien Westbf (19:00)                                    |
| OIC 692   | auslandssemester-info.at         | Wien Westbf (14:56) – Salzburg Hbf (17:48 / 18:06) – Klagenfurt Hbf (21:12)                                    |
| OIC 693   | –                                | Klagenfurt Hbf (06:45) – Salzburg Hbf (09:48 / 10:12) – Wien Westbf (13:00)                                    |
| OIC 738   | –                                | Villach Hbf (18:14) – Wien Meidling (22:27)                                                                    |
| OIC 744   | –                                | Wien Westbf (18:56) – Salzburg Hbf (21:48) (– REX 1516 Saalfelden)                                             |
| OIC 746   | Paracelsus Universität Salzburg  | Wien Westbf (19:56) – Salzburg Hbf (22:48)                                                                     |
| OIC 748   | –                                | Wien Westbf (21:56) – Salzburg Hbf (00:48)                                                                     |
| OIC 757   | –                                | Wien Meidling (21:03) – Graz Hbf (23:33)                                                                       |
| OIC 760   | –                                | Innsbruck Hbf (06:30) – Bregenz (09:17)                                                                        |
| OIC 821   | –                                | Wels Hbf (05:13) – Wien Westbf (07:00)                                                                         |
| OIC 823   | ORF NÖ heute                     | Linz Hbf (06:08) – Wien Westbf (07:40)                                                                         |
| OIC 824   | –                                | Wien Westbf (14:24) – Wels Hbf (15:57)                                                                         |
| OIC 829   | –                                | (REX 3427/REX 3457 Stainach-Irdning –) Attnang-Puchheim (17:56) – Wien Westbf (19:56)                          |
| OIC 860   | St. Anton am Arlberg             | Wien Westbf (07:48) – Bregenz (15:47)                                                                          |
| OIC 861   | –                                | Landeck-Zams (06:05) – Wien Westbf (12:32)                                                                     |
| OIC 862   | –                                | Wien Westbf (09:56) – Landeck-Zams (15:48)                                                                     |
| OIC 863   | Alpenverein                      | Bregenz (06:11) – Wien Westbf (14:00)                                                                          |
| OIC 864   | Stadt Innsbruck                  | Wien Westbf (11:56) – Bregenz (19:47)                                                                          |
| OIC 865   | –                                | Landeck-Zams (10:09) – Wien Westbf (16:00)                                                                     |
| OIC 866   | Alpenzoo Innsbruck Tirol         | Wien Westbf (13:56) – Landeck-Zams (19:47) (– OIC 15866 Bregenz (21:43))                                       |
| OIC 867   | Österreich liest.                | Bregenz (10:11) – Wien Westbf (18:00)                                                                          |
| OIC 868   | –                                | Wien Westbf (15:56) – Innsbruck Hbf (20:51)                                                                    |
| OIC 869   | –                                | Landeck-Zams (14:09) – Wien Westbf (20:08)                                                                     |
| OIC 941   | –                                | Salzburg Hbf (20:12) – Wien Westbf (23:00)                                                                     |
| OIC 943   | –                                | Salzburg Hbf (21:12) – Wien Westbf (00:00)                                                                     |
| OIC 944   | Vienna-Venezia-Express           | Wien Westbf (20:48) – Salzburg Hbf (23:48)                                                                     |
| OIC 945   | Venezia-Vienna-Express           | (EN 236 Venezia Santa Lucia (20:57) – EN 498 Villach Hbf (01:46) –) Salzburg Hbf (05:02) – Wien Westbf (08:08) |
| OIC 949   | –                                | Salzburg Hbf (18:34) – Wien Westbf (21:12)                                                                     |
| OIC 961   | –                                | Bregenz (14:04) – Wien Westbf (22:12)                                                                          |

 = Zug führte Speisewagen